# Los superagentes contra los fantasmas
 Los superagentes contra los fantasmas es una película de Argentina filmada en Eastmancolor dirigida por Julio Saraceni sobre el guion de Víctor Proncet que se estrenó el 17 de julio de 1986 y que tuvo como actores principales a Julio De Grazia, Víctor Bó, Graciela Alfano y Sergio Velasco Ferrero. Fue la última película dirigida por Saraceni.

## Sinopsis
Detrás de un castillo habitado por supuestos fantasmas, se esconde un laboratorio secreto.

## Reparto
| Actor                  | Personaje |
| ---------------------- | --------- |
| Julio De Grazia        | Mojarrita |
| Víctor Bó              | Delfín    |
| Graciela Alfano        | Sirena    |
| Sergio Velasco Ferrero |           |
| María Rosa Fugazot     |           |
| Merpin                 |           |
| Max Berliner           |           |
| Jessica Schultz        |           |
| Nelson Prenat          |           |
| Jacques Arndt          |           |
| Ricardo Jordán         |           |
| Víctor Proncet         |           |
| Mario Giusti           |           |
| Olga Bruno             |           |
| Pelusa González        |           |
| Sandra Smith           |           |

## Comentarios
Pascual Quinziano escribió:

«La película fenece en reiteración de clisés.»

Claudio España en La Nación opinó:

«Sobra simpatía de los intérpretes pero falta humor.»

Osvaldo Tarelli en El Cronista Comercial dijo:

«Da lo mismo unos que otros.»

Manrupe y Portela escriben:

«La película final de la saga, con remanidos fantasmas, y dos actores cansados de repetir lo mismo.»